# Byrasandra, Magadi
Byrasandra là một làng thuộc tehsil Magadi, huyện Ramanagara, bang Karnataka, Ấn Độ.